# Prua

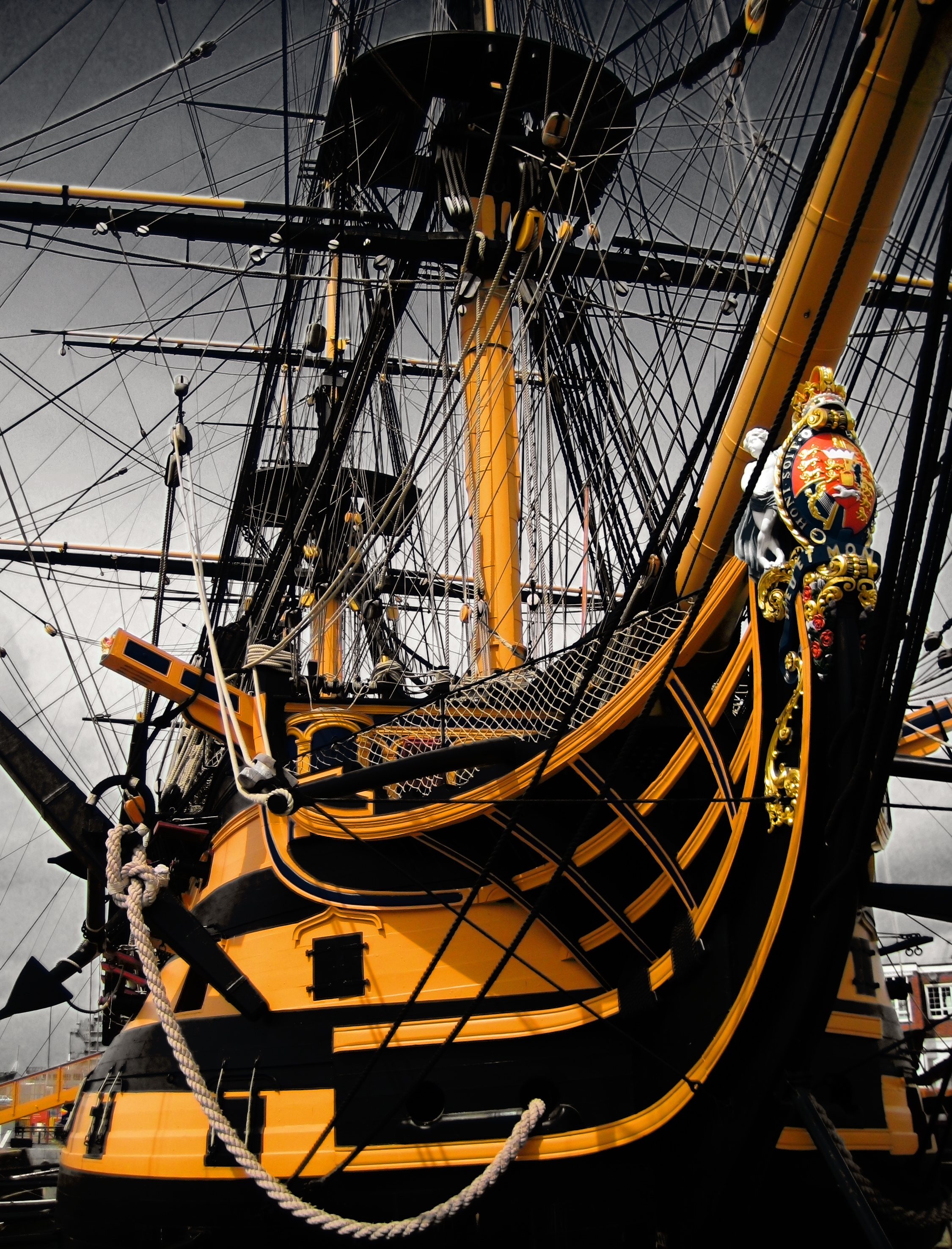
La prua della HMS Victory, la nave dell'ammiraglio Nelson

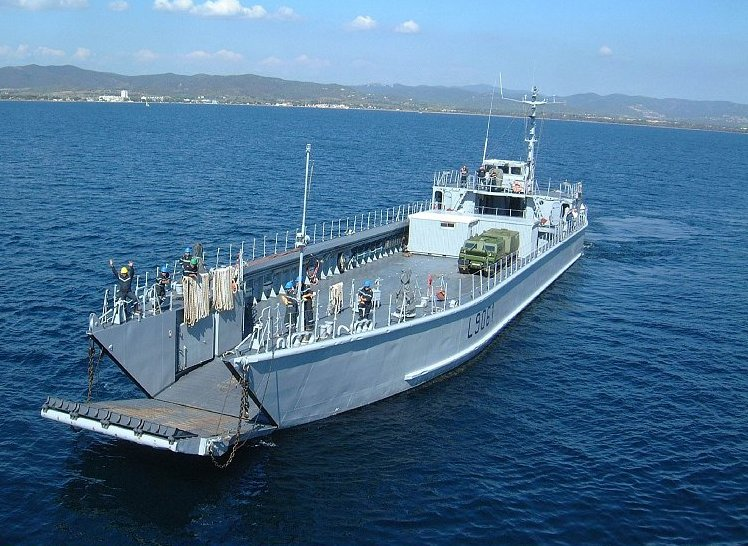
La prua aperta per permettere il carico o lo scarico di uomini e merci. Nella foto un mezzo militare da sbarco

La prua (o prora, termine più arcaico) è l'insieme di strutture della parte anteriore dello scafo di un'imbarcazione, ed è quindi la parte opposta alla poppa.

## Caratteristiche
In alcune imbarcazioni, come traghetti e navi per il trasporto di mezzi anfibi, la prua si apre per permettere il passaggio di veicoli.
Tra le parti relative alla prua si ricordano gli stralli, il rostro, il pulpito ed il bompresso. Sono sistemate a prua generalmente anche alcune attrezzature per la fonda e l'ormeggio, quali le ancore ed i verricelli.
Sebbene sia un'usanza molto antica, si fa risalire al periodo che va dal 1300 al 1700 l'adozione di statue fissate a prua. Queste figure sono chiamate polene, elementi decorativi spesso anche descrittivi (legati al nome) dell'imbarcazione stessa. Questa usanza si crede derivi dalle antiche popolazioni nordiche che abitualmente decoravano le proprie navi con scudi, bandiere o statue raffiguranti mostri marini per spaventare eventuali nemici. Ricordiamo però che anche le tipiche triremi romane e greche erano spesso decorate a prua con pitture per i medesimi motivi.

## Navigazione
Con prora si indica l'angolo fra il punto cardinale nord e l'asse longitudinale della nave. Solitamente lungo tale asse agisce la spinta degli organi di propulsione (nelle navi moderne le eliche), e quindi per senso traslato viene riferita con tale nome anche l'azione di portare la barca su una determinata rotta, da cui la frase "fare prua verso...".
Sulle imbarcazioni sportive spesso il navigatore chiede al timoniere di fare prua: significa che si è arrivati alla massima velocità ed è il momento di stringere il più possibile il vento.